# Hippolyte André Jean Baptiste Chélard
Hippolyte André Jean Baptiste Chélard, född 1 februari 1789 och död 12 februari 1861, var en fransk tonsättare och sångpedagog.
Chélard är mest känd som kompositör till operan Macbeth, som uppfördes i Paris 1827. Den hade ringa framgång och kritiken fann den främmande för "ofransk", och missmodig lämnade Chélard Frankrike. Senare tids musikhistorier placerar den som ett steg i den musikaliska utvecklingen mellan Friskytten (1821) och Hans Heiling (1833). Chélard slog sig ned i München, där han redan 1828 fick sin opera uppförd och tryckt. Den franska texten var författad av Rouget de l'Isle medan den tyska översättningen gjordes av Cäsar Max Heigel.
I München blev operan en stor succé, och spelades senare även i London med stor framgång. Chélards framgångar gjorde att han anställdes som hovkapellmästare i München. Under något år därefter vistades han i London och Paris, men anställdes därefter som hovkapellmästare i Weimar 1840, där han 1852 avlöstes av Franz Liszt.